# 大江保資
大江 保資（おおえ の やすすけ、生没年不詳）は、平安時代中期の貴族。氏は甘南備のち大江。官位は従四位下・信濃守。

## 経歴
検非違使衛門少尉を務める一方で藤原道長の家司を務め、長和4年（1015年）春宮・敦成親王（のち後一条天皇）が上東門院から枇杷第に還御した際に従五位上、寛仁2年（1018年）後一条天皇が上東門院に行幸した際に正五位下と、他の家司とともに昇叙を受けている。
寛仁3年（1019年）甘南備氏から大江氏に改姓し、寛仁4年（1020年）左衛門権佐に任ぜられる。治安3年（1023年）従四位下に叙せられ、翌治安4年（1024年）信濃守に遷った。

## 官歴
- 寛弘5年（1008年） 12月23日：見検非違使右衛門少尉[1]
- 寛弘8年（1011年） 9月29日：見検非違使左衛門少尉[2]
- 長和4年（1015年） 9月20日：従五位上（枇杷第還御日賞）、見左大臣藤原道長家司[3]
- 寛仁元年（1017年） 9月22日：見施薬院使[3]
- 寛仁2年（1018年） 10月22日：正五位下、見前摂政太政大臣藤原道長家司[3]
- 寛仁3年（1019年） 12月17日：甘南備氏から大江氏に改姓[3]
- 寛仁4年（1020年） 正月30日：左衛門権佐か。2月1日：左衛門権佐慶賀[4]。2月5日：検非違使宣旨[4]
- 治安3年（1023年） 正月7日：従四位下[5]。11月25日：見左衛門権佐[3]
- 治安4年（1024年） 正月26日：信濃守[5]
- 万寿4年（1027年） 5月24日：見信濃守[3]